# Миронова, Вероника Владимировна
Верони́ка Влади́мировна Миро́нова (род. 21 февраля 1974) ― российская бурятская балерина, Заслуженная артистка Республики Бурятия (2003), Народная артистка Республики Бурятия (2007), солистка балета Бурятского государственного академического театра оперы и балета имени народного артиста СССР Г.Ц. Цыдынжапова (с 1996 года).

## Биография
Родилась 21 февраля 1974 года в городе Иркутск, РСФСР.
Завершив учёбу в средней школе поступила в Бурятское государственное хореографическое училища, которое окончила в 1992 году. В том же году приступила к работе в балетной труппе в Бурятском Государственном академическом театре оперы и балета. Вскоре Вероника вышла замуж и родила дочь, в связи с этим о балетной карьере ведущей солистки уже не мечтала, иногда танцевала небольшие сольные партии.
Однако случай помог ей вернуться на главную сцену Бурятии: за три дня до спектакля «Дон-Кихот» неожиданно заболела балерина, исполняющая главную партию. И Вероника с успехом заменила её.

Были и сомнения и страх, но желание танцевать было сильней. Исполнение партии Китри придало новый виток карьере Вероники Мироновой, ее талант заиграл новыми гранями, в репертуаре Вероники появились главные партии, такие, как Жизель из одноименного балета, Нурида из балета «Тысяча и одна ночь», и многие другие. Вся жизнь Вероники Мироновой неразрывно связана с балетом... И радует ценителей балета на сцене Бурятского Государственного академического театра оперы и балета.— 
В 1996 году Миронова стала солисткой балета. В том же году за исполнение партии Китри в спектакле «Дон-Кихот» (Л. Минкус) была награждена премией Союза театральных деятелей Республики Бурятия «За лучшую женскую роль».
С 1998 по 2000 год исполняла партию  Жизель в спектакле «Жизель» (Адан, Адольф|А. Адан). Некоторое время работала в Калмыкии по приглашению муниципального театра классического балета «Элиста». В 1999—2001 годах исполняла роль Коломбины и Пьеретты «Арлекинада» Г. Доницетти; «Тысяча и одна ночь» Ф. Амирова (Нурида, Девушка из 1-й сказки). Вместе с театром гастролировала во многих городах России: Владивостоке и Хабаровске, Иркутске и Чите, Волгограде и Элисте, Барнауле и Кызыле, Якутске, а также в городах Донецке и Днепропетровске в Украине. С концертными программами выезжала в Монголию и Китай.
В детских спектаклях Миронова танцует Мальвину (В. Бочаров. «Буратино»), Кенгуру и Кошку (В. Усович. «Тараканище»), Котёнка («Малыш и Карлсон») и др.
В 2000 году окончила Восточно-Сибирскую государственную академию культуры и искусства. В 2003 году была приглашена на преподавательскую работу в Бурятское государственное хореографическое училище, где начала вести урок классического танца, передаёт здесь свой опыт юным ученикам и в настоящее время.
Награждена нагрудным знаком Министерства культуры Российской Федерации «За достижения в культуре». За исполнение партии Эсмеральды в «Соборе Парижской богоматери» выдвигалась на приз Министерства культуры Республики Бурятия в номинации «За лучшую женскую роль».
За большой вклад в развитие бурятского балетного искусства Вероника Владимировна Миронова «Заслуженная артистка Республики Бурятия» в 2003 и «Народная артистка Республики Бурятия» в 2007 году.

## Театральные работы
- Мальвина ― «Буратино», В.Бочаров
- Кенгуру, Кошка ― «Тараканище», В.Усович
- Котёнок ― «Малыш и Карлсон»
- Китри, Амурчик ― «Дон Кихот», Л.Минкус (1996)
- Жизель ― «Жизель», А.Адан (1998)
- Коломбина, Пьеретта ― «Арлекинада», Г.Доницетти (2001)
- Нурида, Девушка из 1-й сказки ― «Тысяча и одна ночь», Ф.Амиров (2001)
- Эсмеральда, Цыганка ― «Собор Парижской Богоматери», Ц.Пуни (2002);
- Анна ― «Анна на шее», В.Гаврилин (2002)
- Ангара ― «Красавица Ангара», Л.Книппер и Б.Ямпилов (2003)
- Девушка ― «Кармина Бурана», К.Орф (2003)
- Франческа ― «Франческа да Римини», П.И.Чайковский (2004)
- Наина ― «Руслан и Людмила», М.И.Глинка (2005)
- Джульетта ― «Ромео и Джульетта», С.С.Прокофьев (2006)
- Возлюбленная ― «Король вальса», И.Штраус (2007)
- Нэж -―«Юки» (2009)
- Мориа («In Tandem»), Трио («Souvenir du Bach»), Иная («Джамбулинг») - "Вечер одноактных балетов", Питер Куанц (2011)
- Маша ― «Щелкунчик», П.И.Чайковский (2011).